# 赵炳耀
赵炳耀（1932年—2001年），山东莱阳人，中国人民解放军将领、中国人民解放军中将。
毕业于军政大学。1988年，接替许乐夫，担任北京军区空军政治委员。1990年，授中国人民解放军中将军衔。1993年，接替张振先，担任广州军区空军政治委员。